# Statue der Ornithe

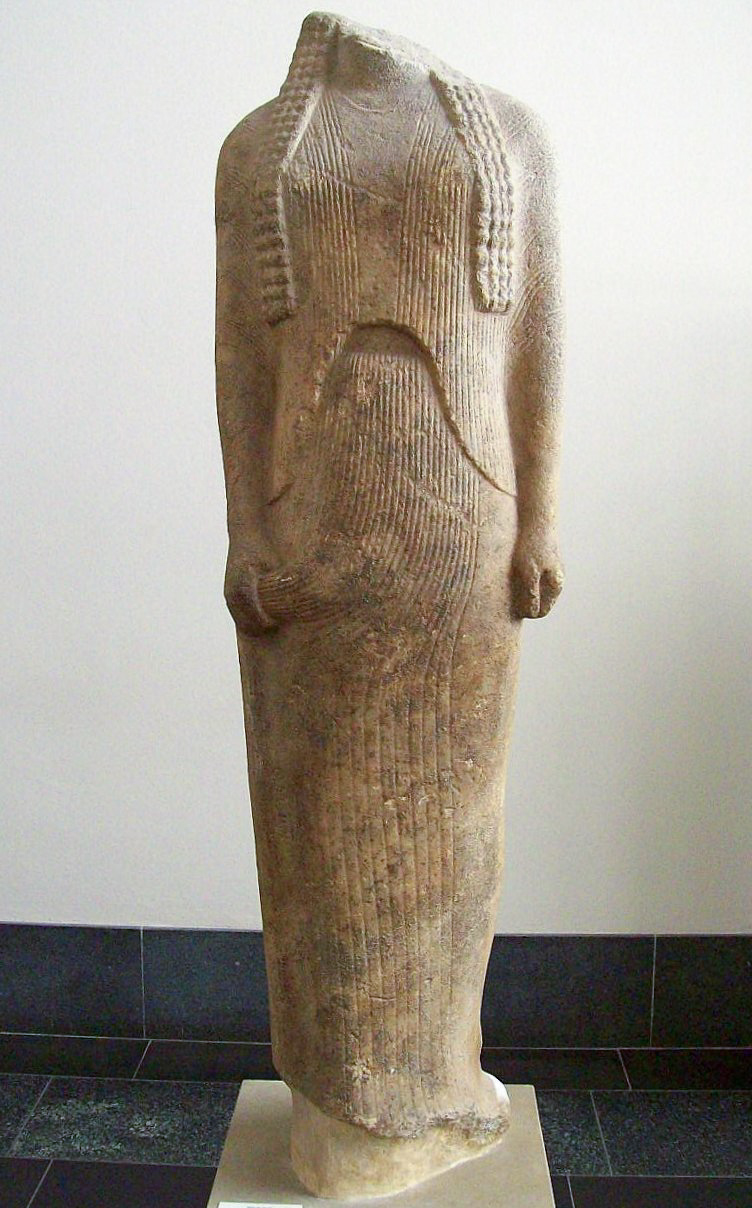
Vorderansicht

Die Statue der Ornithe (altgriechisch ΟΡΝΙΘΗ) gehört zum Bestand der Antikensammlung Berlin. Die hocharchaische Rundplastik gehört zu einem größeren Weihedenkmal (sogenannte Geneleos-Gruppe), das von dem Bildhauer Geneleos zur Mitte des 6. Jahrhunderts v. Chr. zur Aufstellung im Heraion von Samos geschaffen wurde. Sie gehört zur Gruppe der Korenstatuen.
Die schmale, hohe Mädchenstatue aus Marmor wurde gemeinsam mit fünf weiteren Statuen von Familienangehörigen, wohl als Familienweihgeschenk, als Ensemble aufgestellt. Sie entsprach äußerlich weitestgehend zwei anderen Statuen, die ihre Schwestern zeigten, wenngleich den Statuen bei aller Ähnlichkeit durch Geneleos auch individuelle Züge und Unterschiede in Details mit gegeben wurden. Vom Betrachter aus stand die Statue der Ornithe an zweiter Stelle von rechts, neben der Statue des Vaters rechts und einer Schwester links. Ihr Name ΟΡΝΙΘΗ, Ornithe, altgriechisch für Vögelchen, ist in das Gewand eingeritzt. Auf den ersten Blick wirkt sie auf moderne Betrachter spröde, bei genauerer Betrachtung wirkt die Statue auch heute noch reizvoll.

Rückansicht

Der Statue fehlen heute der Kopf, ein Teil des Halses, der untere Gewandsaum die Füße und drei Viertel der Plinthe. Weitere leichte Beschädigungen finden sich über die Rückseite verteilt. Unterhalb der rechten Hand weist die Statue einen Riss auf. Die Vorderseite zeigt einige Verwitterungsspuren. Ornithe trägt einen langen, gegürteten Chiton mit geknüpften Ärmeln. Der Stoff ist dünn und weich, der Bausch fällt seitlich über die Hüften hinab. Glatte und gerillte Gewandpartien wechseln sich ab, die Falten sind gleichmäßig gestaltet. Die Körperformen zeichnen sich deutlich unter dem Gewand ab, fast wirkt der Stoff durchscheinend. Mit der rechten Hand rafft sie ihr Gewand etwas, was in Verbindung mit dem leicht vorgesetzten Bein zwischen diesem, dem Bein und dem Unterkörper eine Spannung aufbaut. Der linke Arm hängt an der Seite locker herab, die Faust ist geballt. Die Statue der Ornithe ist etwas graziler gearbeitet als die erhaltene Statue ihrer Schwester Philippe. Anders als bei der Schwester fallen ihr ein Teil der sorgsam geflochtenen Haarsträhnen, die wie Perlschnüre wirken, über die Brust. Die weiblichen Proportionen lassen auf ein Mädchen in der Pubertät schließen.

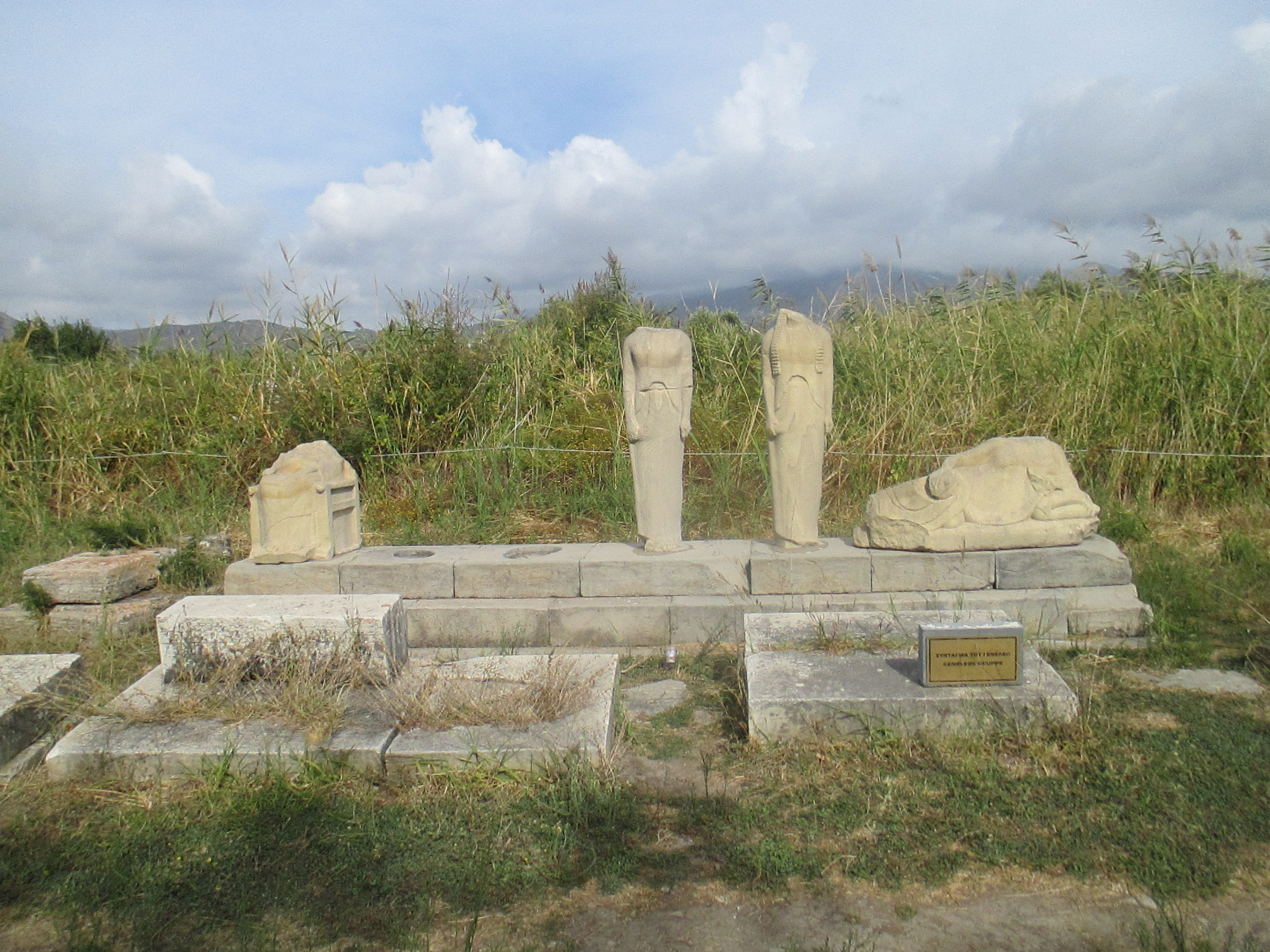
Rekonstruktion der Gruppe am originalen Aufstellungsort

Die Statue aus weißgrauem, großkristallinem Marmor gilt als eines der herausragenden Werke samischer, ja ostionischer Bildhauerei ihrer Zeit. Vor allem mit dem Durchbrechen des starren Korenschemas und der Einführung einer leichten Bewegung hat der Bildhauer Geneleos wohl in den Jahren kurz vor der Mitte des 6. Jahrhunderts v. Chr. einen bedeutenden Beitrag zur Entwicklung der griechischen Bildhauerei geleistet. Möglicherweise spielt die Bewegung auf einen Reigentanz der Schwestern an. Mit 1,68 Meter Höhe, 48 Zentimeter Breite und 29,5 Tiefe ist die Statue etwas überlebensgroß. Sie wurde 1912 nahe dem ursprünglichen Aufstellungsort im Heraion von Samos gefunden. Seit der Inventarisierung 1913 gehört sie unter der Inventarnummer Sk 1739 zum Bestand der Berliner Antikensammlung auf der Museumsinsel.